# Лим (приток Моши)
Лим — река в Няндомском и Плесецком муниципальных округах Архангельской области. Длина — 104 км. Площадь бассейна — 544 км². Вытекает из озера Большое Лимское на высоте 197 м над уровнем моря. При этом в Большое Лимское озеро впадает река Малый Лим, которая, соответственно, вытекает из озера Малое Лимское. Лим впадает в реку Моша в районе посёлка Заозёрный. На всём протяжении река меандрирует, течёт в болотистой труднодоступной местности, лишь недалеко от устья на её берегах находится куст деревень: Занаволок, Горка Дуплева, Село, Наволок, Горка Грехнева, Гавриловская, Ивановская, Низ. Мост через реку соединяет деревни Горка Грехнева и Гавриловская.

## Притоки
- 42 км: ручей Шабинский
- 54 км: река Сора (Сара)
- 86 км: река Большая Тыросова